# Глушинська сільська рада
Глу́шинська сільська рада (рос. Глушинский сельский совет) — сільське поселення у складі Косіхинського району Алтайського краю Росії.
Адміністративний центр та єдиний населений пункт — село Глушинка.

## Населення
Населення — 498 осіб (2019; 561 в 2010, 659 у 2002).